# Kecamatan Banjar (distrikt i Indonesien, Provinsi Bali)
Kecamatan Banjar är ett distrikt i Indonesien.   Det ligger i provinsen Provinsi Bali, i den sydvästra delen av landet, 900 km öster om huvudstaden Jakarta. Kecamatan Banjar ligger på ön Bali.